# 苏联武装力量总参谋部
苏联武装力量总参谋部（俄语：Генеральный штаб Вооружённых Сил СССР）是苏联武装力量负责指挥和控制的部门。

## 历史
前身是1918年5月陆军人民委员部成立的共和国革命军事会议全俄罗斯司令部，以替代俄罗斯帝国总参谋部、俄罗斯帝国陆军总部。1918年11月8日起，作战指挥由共和国革命军事会议野战司令部负责。1921年2月10日，全俄罗斯司令部与野战司令部合并，并命名为工农红军司令部。红军司令部成为苏俄军队的统一指挥部，是共和国革命军事会议的执行机构。苏联解体后，1992年3月20日，苏军总参谋部分为俄罗斯联邦武装力量总参谋部、乌克兰武装部队总参谋部和白俄罗斯武装部队总参谋部。

## 机构
- 作战部
- 情报部
- 军事地形测量局（俄语：Топографическая служба Вооружённых сил Российской Федерации）